# 農本思想
農本思想（のうほんしそう）とは、東アジア諸国で発展した「農は国の本」とする社会思想である。「農本主義」（のうほんしゅぎ）とも称し、近現代の日本で発展した同様の思想を包括する場合もあるが、ここでは主として、前近代の中国・日本における思想について述べる。

## 概要
東アジアにおいて農本思想が発達した背景には、近代農業以前において農業生産は極めて不安定であり、農作物の不作がしばしば発生したことが関わっている。不作は食料品の価格上昇につながり、場合によっては飢饉や流民その他社会不安を惹き起こす可能性もあった。従って、国家・社会にとって食料の確保は重要な課題であり、その死命を制するものであった。そこに農業を保護する事を重視する政治・経済思想が現われるようになったのである。

## 歴史
古代中国では、食糧を生み出す農業（本）とその生産手段としての土地を尊重するといった、のちの重農主義に類似した主張がおこなわれ、こうした主張は農本思想（もしくは農本主義）と呼ばれている。この主張に特に積極的であったのが法家、農家など（儒家も含む）の一派である。特にこれらの中国思想は中国と周辺諸国において政治思想の中核として発展し、経済・社会政策の一つの基盤となった。江戸時代では商業を統制し物価の安定をさせ、同時に過度な幕府の利益を抑えて倹約令を出した政策もいくつか存在した。しかしいずれの政策も社会・経済になじまず失敗に終わっている。
農本主義における「本」とは農業従事者（寄生地主は除く）と生活必需品を生産する手工業の根本を指し、「末」とは贅沢奢侈な商品を製造・販売する商工業者の末端を指す。
その背景として、中国においては商業活動によって財を得た本百姓（庄屋）・商人（豪商）・豪族達が土地を兼併して土地と住民を自己のものとして、政治的発言力と自己防衛のための兵を備えるようになり、更にこれを背景として不輸・不入の権を得て、軍事的・財政的に王朝を脅かす存在となり、また彼らによって土地を奪われた流民も盗賊などの形で武装化して社会秩序を破壊する存在になり、上と下から王朝を転覆させるだけの圧力となり得るからである。
だが、実際に中国の歴史を見ると他国に征服された場合を除けば、多くの王朝が創建から日が経つにつれて地主・商人・豪族の土地兼併と農民の流民化の進行につれて社会秩序は混乱して王朝が崩壊し、新しい王朝が新秩序を形成するという過程を繰り返している。この間に豪族抑制の政策が取られる事もあったが、その王朝そのものがこうした豪族達から擁立されて成立したものであり、官僚もこれらの層から輩出されているために全く効果が無かったのである。

## 重農主義・農本主義との関係
重農主義と農本思想（農本主義）については、しばしばその類似性が指摘される。これは18世紀になるとイエズス会宣教師によって中国の思想が欧州に紹介されるようになり（中国学参照）、彼らの著作に接したケネーが自らの理想の具現化を当時の中華帝国に見いだし、その農業政策を称賛した（重農主義の経済学の成立に影響を与えていたとする見解もある）からである。一方で、重農主義が農業を「富の源泉」として経済学的に捉え、のちの古典派経済学的思考につながっていくのに対し、農本思想は「立国の基礎」として統治学（経世論）的に把握している点において、両者の間には違いがある。
また明治期以降の日本で発展した農本主義（狭義の「農本主義」）もしばしば前近代の農本思想と渾然一体に捉えられることも多い。しかし農本主義が資本主義時代における工業化を前提とし、その中で周縁化しつつある農業の復権を標榜しているのに対し、前近代の農本思想は、工業化以前の封建社会において体制の中軸をなす農業・農村の維持をはかる思想であり両者の間には質的な違いがある。